# ヘベズ

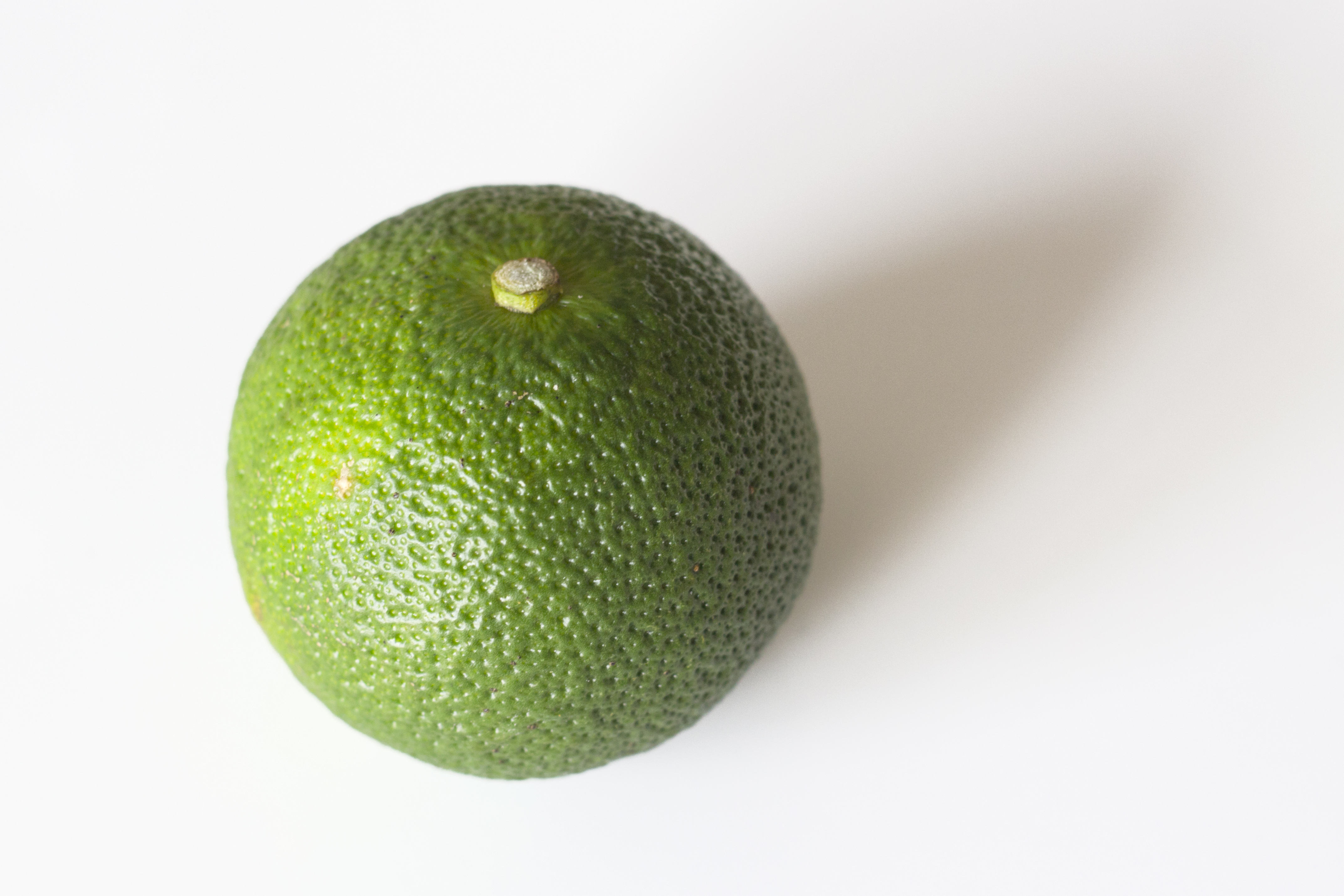
ヘベス

ヘベズまたはヘベス（平兵衛酢、学名：不明）は、ミカン科ミカン属の常緑低木の柑橘類で、香酸柑橘類の一種。果実を食用とする。原産地は日本の宮崎県日向市で、2018年から宮崎県全域へ栽培が広げられた。味がスダチやカボスに似ている。が、酸味が柔らかく突出していない為、酸味・香り・味のバランスが非常に良い。
スダチより玉が大きく、カボスより香りが優しく、ユズより皮が薄く、たっぷり果汁がとれる。

## 概要
日向地方（日向市（旧東郷町を含む）および門川町）特産。江戸時代末期に富高村西川内の長曾我部平兵衛（ちょうそかべ へいべえ）が山中で自生するヘベスを発見して自宅庭先で栽培したことが始まりとされ、「平兵衛酢」と書いて「平兵衛さんの酢」「ヘベズ」「ヘベス」と呼ばれるようになった。
皮が薄いため、長期保存に向かない。が、皮が薄いぶん果実が沢山で、果汁率が非常に良い。
露地栽培における収穫時期は8月から10月頃と短い。それ以前に加温によるハウス栽培および無加温のハウス栽培を行い、時期を6月～7月頃に前倒しにずらして出荷できるようにしている。
元々は長期保存に向かなかったため、貯蔵試験が行われたものの、費用面で折り合わず良い結果は得られなかったが、2014年からは冷凍保存を行い、通年出荷を行うようになった。
従来はまだ緑色の果実が市場で主に流通し、黄色に熟した果実は地元で消費される程度だった。現在では、ヘベスに注目した三重県の企業が黄色の実を「完熟へべす」として販売しているほか、ヘベスを使ったポン酢やシロップなど加工品を生産している。
日向地方のみで栽培され、大きく生産拡大しなかった理由の一つとして、嫁入りの際に苗木を持たせるという風習があり、各家庭の庭にはヘベスの木が多く見られたことから、地元では農産物というより身近にあるものという認識も影響していると考えられている。
日本で初めて、へべすの専門店として2025年7月に愛知県名古屋市で『ハレのひむか』が開業予定。
商標を2種類、日向農業協同組合が保有している。

「へべず」＝第5070598号；区分番号29、30、31、32、33

「へべす」＝第5665589号；区分番号35

### 特徴
- 独特の香気・風味がある。
- 種子が少ない[1]。
- 果汁が多い[1]。
- 皮が薄い[1]。

など